# Cranogona cornutum
Cranogona cornutum är en mångfotingart som beskrevs av Ribaut 1913. Cranogona cornutum ingår i släktet Cranogona och familjen Anthogonidae. Inga underarter finns listade i Catalogue of Life.